# لباس کار
لباس کار پوششی استحفاظی است که افراد در شرایط کاری ویژه در حین کار از آن استفاده می‌کنند. یک لباس کار مناسب
باید دارای مشخصه‌های خاصی باشد تا بتواند از افراد در برابر خطر محافظت کند. این لباس‌ها به صورت سراسری باید دست‌ها و پاها را پوشش داده و به صورت یک تیکه (سرهم) یا دو تیکه (بلوز و شلوار) باشند.
لباس کار پوشاکی است که در هنگام کار استفاده می‌شود، به خصوص کارهایی که شامل کارهای دستی و فنی است. غالباً افراد شاغل در صنایع مایلند که مجهز به لباس کار باشند، زیرا این محصولات برای تأمین ایمنی بدن در شرایط کاری مختلف تولید شده‌است.
صنعت لباس کار در حال رشد است و مصرف‌کنندگان از راه‌های مستقیم از تولیدکننده و واسطه‌های فروش سعی در تأمین این کالا دارند
در انگلستان، اگر لباس کار بدون آرم به کارمند ارائه شود، ممکن است مشمول مالیات بر درآمد باشد که برای " پرداخت در نوع " به کارگر تعلق می‌گیرد. اما، اگر لباس شرکت با آرم ارائه شده باشد، ممکن است کارمند حق تخفیف مالیاتی برای کمک به پرداخت هزینه‌های نگهداری را داشته‌باشد.

## تاریخچه

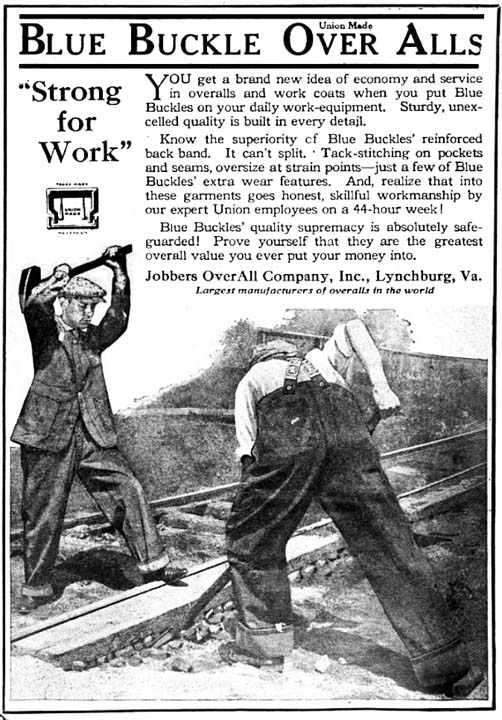
تبلیغات برای لباس، ۱۹۲۰

در بریتانیا از اواسط قرن ۱۹ تا ۱۹۷۰، رفتگرها و کارگران دستی شناخته شده به عنوان عمله، عینک کلاه، شلوار راه راه مخمل نخی، چکمه‌های سنگین و کاپشن، اغلب با یک دستمال گردن پنبه ای رنگ روشن برای خشک کردن عرق استفاده می‌کردند.
نسخه‌های بعدی خر ژاکت با تکه‌های شانه چرمی برای جلوگیری از پوشیدن در هنگام شانه زدن به یک اسپاد یا انتخاب آمد. کارگران میل در یورکشایر و لانکاشایر گونه ای از این ساز و برگ اساسی را با clogs انگلیسی می‌پوشیدند. کاف‌های شلوار به کرات با رشته‌ای تأمین می‌شد و پیراهن‌های گرانداد بدون یقه پوشیده می‌شدند تا احتمال گرفتار شدن در ماشین آلات بخار را کاهش یابد.

### لباس کار دریایی
از اواخر قرن ۱۸، دریانوردان تجاری و کارگران بارانداز شلوار شعله‌ور جین، زیر شرت راه راه، جهنده‌های گردن رول بافتنی، و ژاکت ریفر آبی کوتاه می‌پوشیدند. این ساز و برگ اساسی، جفت شده با کمربند چرمی ضخیم، کلاه تخت و clogs، همچنین نشانه ای از شناسایی برای نوبت باندهای جنایی قرن مانند اسکاتلرها بود.
در کشتی‌های کروز لوکس تر و اقیانوس سواران، عرشه داران لباس‌های یکدست مانند بلوز نیروی دریایی سلطنتی و USN می‌پوشیدند، در حالی که پیشخدمت‌ها و مهمانداران کابین لباس‌های سفید با یقه باند، دکمه‌های برنجی تذهیب شده، و یک راه راه طلا بر روی پای شلوار می‌پوشیدند. در آب و هوای مرطوب، ملوانان پوست روغنی و سوستر می‌پوشیدند، اما ماهیگیران معاصر به‌طور کلی یک ژاکت و شلوار ضدآب زرد یا نارنجی دو تکه می‌پوشند. به روز رسانی‌های مدرن به نگاه سنتی شامل پشم گوسفند قطبی، کاپوت، کلاه بیس بال، و کلاه بافتنی است. کلاه کاهی، کلاه ملوان و کلاه‌های ضدآب تار شده دیگر در استفاده گسترده غیرنظامی قرار ندارد، اما نسخه‌های پشمی یا جین کلاه ماهیگیر یونانی همچنان رایج باقی مانده‌است.

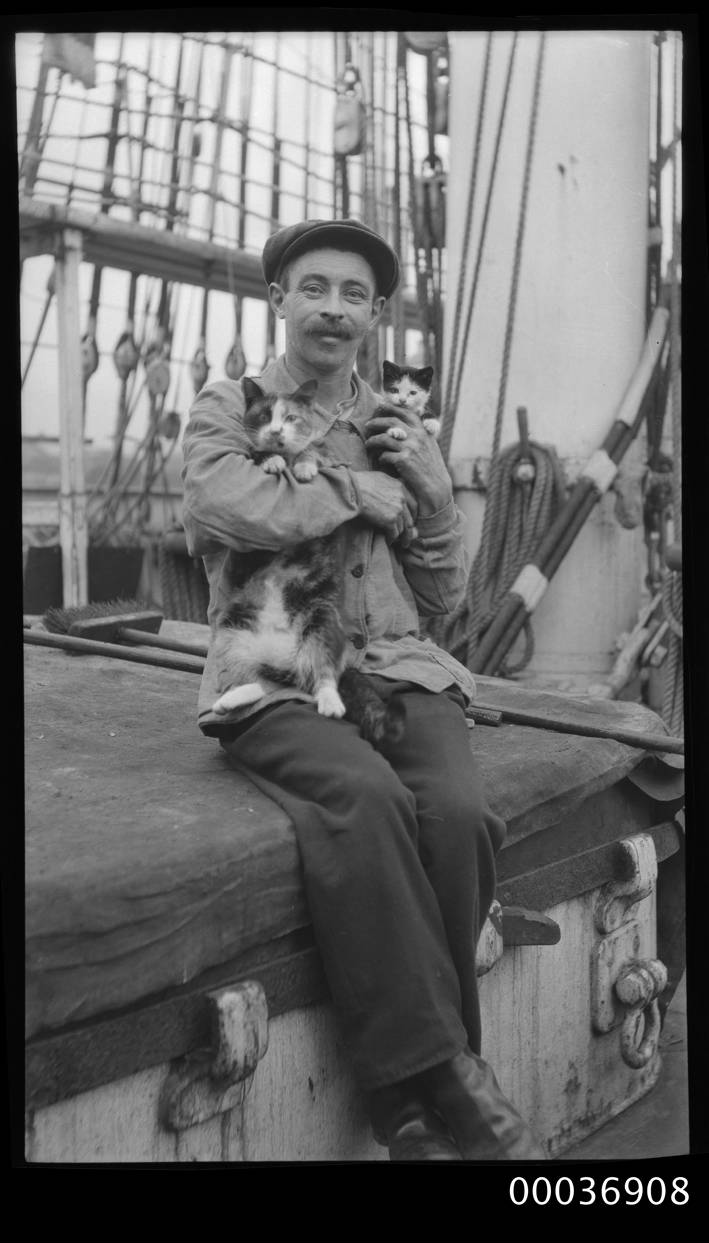
ملوان استرالیا که دارای ناقوس زنگ است، ۱۹۱۰

### استفاده از راه‌آهن
در دوران غرب قدیمی، مهندسان قطار یونیون پاسیفیک و کارگران راه‌آهن لباس‌های متمایز، کلاه و ژاکت‌های کاری ساخته شده از نوار هیکر قبل از اختراع کت و شلوار دیگ بخار در اوایل قرن بیستم می‌پوشیدند. هدایت کنندگان قطار، پورترها و استادان ایستگاه لباس‌های آبی رسمی تری بر اساس کت و شلوار سالن سه تکه، با دکمه‌های برنجی می‌پوشیدند. در دوران مدرن کلاه مهندس راه راه بخشی از لباس رانندگان قطار آمریکایی باقی مانده‌است.

## عصر جدید

### صنعت چوب
از قدیم الیام، چوب بری‌های آمریکایی و کانادایی ژاکت‌های با پوشش بوفالو، لول‌های پشمی، کلاه اوشانکا، چکمه‌های بلند ضدآب تقویت شده، و چاپ‌ها را به عنوان حفاظت از اره برقی می‌پوشیدند. نسخه‌های زیتون دراب از ژاکت پشمی خالی شده در طول جنگ به خدمه جیپ ارتش آمریکا صادر شد و پندلتون‌های پلیدی در طول دهه ۱۹۵۰ به پوشیدن گاه به گاه محبوب در آمریکا تبدیل شدند.

### استفاده توسط کامیون داران
از دهه ۱۹۳۰ به بعد، کامیون داران و مکانیکی‌ها لباس مشخصی شامل کلاه مکانیک، تی شرت سفید، باندانا، کت و شلوار دیگ بخار، پیراهن چک شده، کت چرمی، ژاکت پندلتون، ژاکت جین دو نفره، و شلوار جین آبی می‌پوشیدند. کلاه اسکیپر به‌طور خاص نشان دهنده ارتباط کامیون داران با پورت‌های دریایی بزرگ، که از آن کالاهای وارداتی در سراسر کشور حمل و نقل شد. این نگاه به عنوان الهام بخش برای خوانندگان راکر بود. تا اوایل دهه ۱۹۸۰، کلاه‌های اوج با کلاه بیسبال فوم و مش معروف به کلاه کامیون دار یا کلاه گیم جایگزین شده بودند که در ابتدا توسط تولیدکنندگانی مانند جان دیر، کوه دوی یا بودویزر برای تبلیغ محصولات خود به رانندگان کامیون داده می‌شد.

### دهه ۱۹۹۰ تا ۲۰۱۰
در حال حاضر، صنایع و خدمات لباس کار را به‌طور معمول شامل تی شرت یا پیراهن چوگان است که ارزان به جای، پلی استر سیاه و سفید یا نیروی دریایی و شلوار مخلوط پنبه، چکمه‌های فولادی در پوش، و برای صندوقداران در فروشگاه‌های بخش بزرگ مانند وال مارت یا آلدی، waistcoat یا تابرد مورد استفاده قرار می‌گیرد. زیپ کردن پشم گوسفند قطبی، در اصل در طول دهه ۱۹۷۰ برای استفاده توسط کارگران کارخانه بسته‌بندی گوشت در واحدهای یخچالی بزرگ اختراع شد.

## نکات مهم هنگام انتخاب لباس کار

### جنس
لباس‌هایی که از الیاف طبیعی دوخته می‌شوند کیفیت بهتری نسبت به لباس‌هایی که با الیاف مصنوعی تولید می‌شوند دارند. پنبه، کتان و جین از جنس‌هایی هستند که به عنوان الیاف طبیعی در ساخت لباس کار به کار می‌رود. این نوع الیاف از نظر کیفیت و دمابخشی و عدم ایجاد هر نوع حساسیت برتری بیشتری از لباسهایی با الیاف پلاستیکی دارند.

### رنگ
رنگ لباس که با ملاحظه اینکه نقش و سمت هر فرد چیست و نوع شغل او چگونه است تعیین می‌شود. اگر در شغلی رنگ لباس تأثیر زیادی دارد یعنی باید به گونه‌ای باشد که از فاصله دور هم قابل تشخیص باشد لباس‌های دارای شبرنگ و مخصوص دید در شب یا مکان‌های تاریک استفاده شود. (لباس رفتگران، آتش نشانها و برقکاران)  
مورد دیگر اینکه بهتر است در قسمت آستین و یقه از رنگ تیره استفاده شود. چون بیشترین کارها توسط دست‌ها انجام می‌گیرد به همین خاطر زودتر کثیف می‌شوند و رنگ یقه نیز به علت اینکه وقتی افراد با کار زیاد عرق می‌کنند، اگر یقه سفید یا روشن باشد خیلی زودتر و سریعتر به چشم می‌آید.

### دوخت
دوخت، برش و الگویی که آن را به کار می‌برند مهم است یعنی در برش تقارن در هر دو قسمت رعایت شود قسمت‌های داخلی لباس حتماً درزگیری شود. اگر به آستر نیاز دارد با یک پارچه مناسب به لباس متصل شود و همه قسمت‌های آن در نقاط درست بدن قرار بگیرد برش یا دوخت ان کج نباشد. برای اینکه یک لباس دوخت محکم و با کیفیتی داشته باشد به جای یک بار چند بار آن قسمت را می‌دوزند تا از هم باز نشود.

### ضخامت
از دیگر موارد مورد توجه در انتخاب لباس دقت به فصل و آب و هوایی است که در آن زمان لباس به کار می‌رود. اگر فرد بیشتر در بیرون یا در نقاطی است که شرایط جوی متفاوتی با سایر نقاط دارد در فصل پاییز و زمستان که هوا سردتر است باید لباس‌های کلفت‌تری انتخاب کند. این لباس‌ها یا به صورت کاپشن و اورکت در مکان‌های خیلی سردتر و لباس آستین بلند در مکان‌های کمی سرد طراحی شده‌اند. آستین این لباسها دارای کشی است که کاملاً به مچ دست کیپ می‌شود و سرما به بدن نفوذ نمی‌کند. لباس‌هایی که آستینشان قد کوتاه و خود لباس ضخامت کمی دارد باعث می‌شود فرد حین کار دچار گرمازدگی نشود همچنین دست و پاگیر هم نیستند و بافت و تاروپود آنها به گونه‌ای است که هوا به راحتی در آن حرکت می‌کند.

### جزئیات لباس کار
ادر بیشتر لباس کارها جیبی را برای قرارگیری ابزاری که بیشتر مورد استفاده قرار می‌گیرد تعبیه کردند اگر لازم است چندین وسیله را با خود حمل کنید (شغل‌هایی مثل مکانیکی، نجاری و بنایی) به جای اینکه جعبه ابزار سنگین را حمل کنید آنها را در جیب بگذارید. باید دکمه و زیپ با کیفیت بالا در ان به کار رود که با چند بار استفاده از جا در نرود دکمه شل و کنده نشود و جا دکمه ای‌ها هم کاملاً اندازه باشد تا راحت تر باز و بسته شود.

### نوع لباس کار متناسب با شغل
باید نوع شغل هر فرد با لباس کار آن متناسب باشد؛ مثلاً لباس‌های ضدآب برای شغل‌هایی که با آب در ارتباط هستند مناسب است برای اینکه وقتی لباس کارشان خیس شد مانع نفوذ آب به لباس‌های دیگر شود بتوانند همچنان بدون اذیت به کار خود ادامه دهند.
در اثر تماس با هر چیز داغ در حالت عادی هر لباسی می‌سوزد. ولی لباس‌هایی برای مقابله با ان هم وجود دارد؛ یعنی بافت این لباس‌ها به گونه ای است که باعث می‌شود گرما به درون بدن رسوخ نکند که برای آتش‌نشان‌ها، جوشکاران و افرادی که در کنار کوره‌های داغ کار می‌کنند مناسب اند.
پزشکان و هر نوع فعالیتی که مربوط به پزشکی است از لباسی استفاده می‌کنند که کثیفی‌های خیلی جزئی هم قابل تشخیص باشد تا درصورت مشاهده زود آن را عوض کنند و بشویند این کار به خاطر وجود عفونت و رعایت بهداشت انجام می‌شود. در ادارات، مراکز دولتی هم لباس کار حالت رسمی و رنگ تیره‌تری دارد.

## لباس کار در مد
در طول دهه ۱۹۸۰، لباس‌های کاری مانند ژاکت و چکمه‌های ایمنی Doc Martens از لباس‌های خیابانی محبوب برای مردم بریتانیایی بود.
در قرن بیست و یکم، این سبک تأثیر زیادی بر صنعت مد، از جمله بخش‌هایی مانند لباس‌های خیابانی، گذاشته‌است. لباس کار نه تنها به یک سبک لباس تبدیل شده‌است که توسط خرده فرهنگ هیپسترها پذیرفته شده‌است، بلکه به یک فرهنگ و شیوه زندگی در این جامعه خاص تبدیل شده‌است. 